# Крупин, Алексей Николаевич
Алексей Николаевич Крупин (18 мая 1910, Нижегородская губерния — 15 февраля 1966) — советский комсомольский и партийный деятель. Первый секретарь Ненецкого окружного комитета ВЛКСМ (1938), первый секретарь Ненецкого окружного комитета КПСС (1955—1959).

## Биография
Алексей Крупин родился 18 мая 1910 года в Нижегородской губернии (сейчас Нижегородская область).
Работал в лесной промышленности.
С 1937 года работал в комсомоле. С 1938 года занимал посты первого секретаря Ненецкого окружного комитета ВЛКСМ, председателя Амдерминского райисполкома Совета депутатов трудящихся.
В дальнейшем перешёл на партийную работу. Был первым секретарём Большеземельного райкома ВКП(б).
В 1953 году окончил Высшую партийную школу.
В 1953—1955 годах был вторым секретарём Ненецкого окружного комитета КПСС, в 1955—1959 годах — первым секретарём.
В 1956 году участвовал в XX съезде КПСС.
С 1960 года работал в Архангельском совнархозе, в 1963—1965 годах был секретарём парткома Северо-Западного совнархоза.
В 1957 году выпустил книгу «Преображённый край», посвящённую истории Ненецкого округа и жизни в тундре.
В 1965 году вышел на пенсию.
Умер 15 февраля 1966 года. Похоронен на Вологодском кладбище Архангельска.
Награждён медалями.